# タンポン税

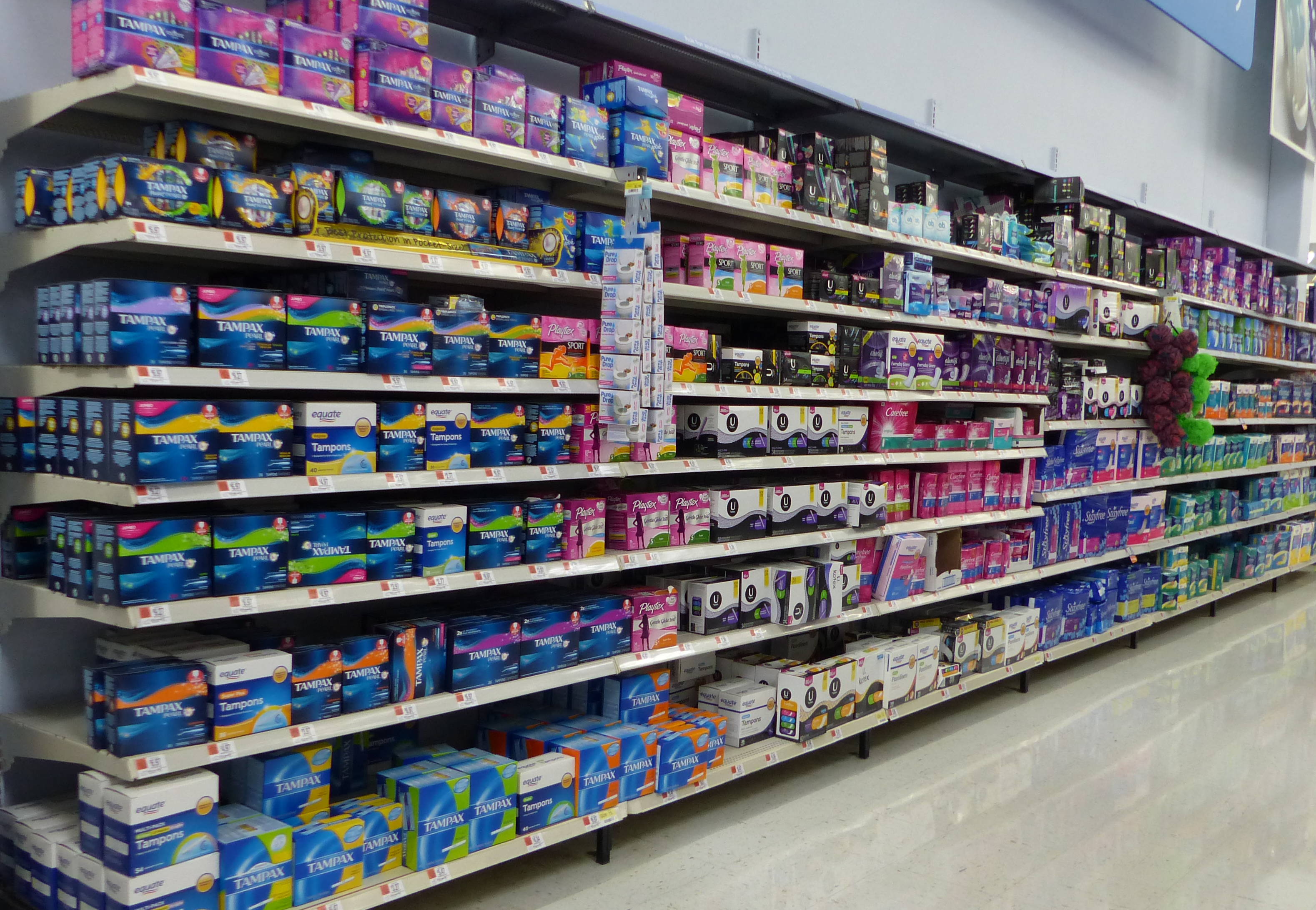
女性用衛生製品（生理用品）は多くの国で課税対象となっている

タンポン税（タンポンぜい、英語: tampon tax）は、 タンポン（およびその他の女性用衛生製品、生理用品）が付加価値税の対象であるという事実に注意を喚起するために使用される一般的な用語である。基本的な必需品と見なされる他の製品と同様に、衛生用品も非課税・軽減税率対象とするように求める際に使用される。
免税案を支持する人々は、タンポン、生理用ナプキン、月経カップ、およびそれらに準ずる製品は女性の基本的な必需品であるため、免税にされるべきであると主張している。 
運動の支持者は、基本的な月経周期に用いる生理用品は、食料品や個人が使う医療品などの他の不可避の非課税必需品と同じ分類にされるべきであると主張している。 BBCは、世界の人口の半分を占める女性が、毎月約1週間、 生理用品を約30年間使用する必要があると推定している 。消費税税制は国や地域によって異なり、これらの製品は、通常（米国などで）非必須商品と同じ税率で課税されていた一方で、英国やアイルランドなどの他の国では生理用品の一般消費税を減額または撤廃していた 。男性に対する同等の免除について尋ねられたとき、運動支持者らは、月経は生物学的であり「生理用品を使わないという選択が無い（feminine hygiene is not a choice）」ので、 コンドームを含む男性用製品は女性用生理用品と比較対象ではないと主張する  。生理用品消費者の大多数は女性であるため、購入経費は女性を差別するものとして批判されてきた 。 タンポン税は、女性用衛生製品に直接課される特別税ではない。 
カナダでの課税が2015年半ばに撤廃された後、その年の後半に、女性たちは他の国々で抗議運動を始めた。 

## 税法の違い
- ケニアは生理用品の売上税を廃止した最初の国で、2004年に廃止した[5]。
- カナダは、数千人が署名したオンライン請願を受けて、2015年半ばにタンポン税を撤廃した[1]。
- コロンビアでは、2018年11月14日、憲法裁判所は男女平等の考えのもと、タンポンとナプキンの税を5％差し引くことを、満場一致で決定した[6]。
- インドは2018年に女性用衛生製品の12％の税を廃止した[7] 。これは、擁護団体や著名人によるロビー活動の1年後だった [8] 。スーパースターの アクシャイ・クマールは『パッドマン 5億人の女性を救った男』の主演男優として登場し、月経に関するタブーと戦うためのNiine Movement啓蒙活動をした [9]。
- タンザニアは、2018年に生理用品に対する付加価値税を廃止したが、価格の低下がみられなかったことから、2019年に付加価値税を再導入した[10]。タンザニア政府は付加価値税の再導入の一方で、生理用品を製造する事業者に対する法人税を時限的に引き下げた[11]。
- 南アフリカ共和国は、2018年10月にナプキン等に対する15％の付加価値税（VAT）の廃止を発表し、2019年4月から実施している[12]。
- オーストラリアでは、18年間の運動の後、2019年1月1日以降すべての州と準州で、衛生製品をGSTから明確に除外することに合意した後、タンポンとナプキンに対する10％の税が廃止された [3]。
- ルワンダは、2019年12月10日に衛生用品に対する18%の付加価値税（VAT）を撤廃すると発表した[12]。
- ナイジェリアは、2020年2月から、ナプキン等を付加価値税（VAT）の免税品目のリストに加えた“Nigeria: Sanitary Pads, 19 Others Excluded From Vat Hike”. AllAfrica. (19 January, 2020) 2021年3月21日閲覧。 {{cite news}}: |date=の日付が不正です。 (説明)⚠。
- アイルランドは、タンポン、パンティライナー、および生理用ナプキンに付加価値税を課していない。 他の欧州連合諸国は0％の付加価値税を課すことを禁じられているが、アイルランドの免除は祖父条項（grandfather clause）[注 1]である [3]。
- スロバキアは衛生製品に20％の税金を課していて、これは他の商品と同じ基本税率である。 あるスロバキアの映画監督は、法律を変える計画はないと共産主義政府の下で生きている間、東ヨーロッパがフェミニストが変化している要素を逃した、とコメントした [3]。

### イギリス
イギリスは、1973年に欧州経済共同体に加盟して以来、衛生製品に付加価値税を課してきた。 2000年には、衛生製品の税率は5％に引き下げられ国会議員のドーン・プリマロロは「公正さについて、そして必需品のコストを下げるために私たちができることをするために」と述べた。これは欧州連合の付加価値税法の下で可能な最も低い税率であり、2015年現在では0%の税率は認められていない。 英国独立党は2015年の総選挙でこの問題を提起し、EUからの撤退と0%税率の実現を約束した。 デイビッドキャメロン首相は質問に答えて、タンポン税キャンペーンは「長年のもの」であり、欧州連合内の複雑な問題であるとコメントした。 イギリスでは、14〜21歳の女性の10人に1人が生理用品を買うことができない  。 
Laura Corytonは、EUがサニタリー製品の付加価値税を撤廃するように求める「生理に課税する時代の停止(Stop taxing periods, period)」キャンペーンを主導した 。ジョージ・オズボーン氏は、2015年秋の声明で 、タンポン税を欧州連合レベルで終了させることを誓約した中で、名前で請願を述べた。 請願プラットフォームの最高経営責任者（CEO）は、32万以上の署名を集めて成功したスラックティビズム の例として、このキャンペーンを引用する 。2016年3月、議会はタンポンのVATを撤廃するための法律を制定した  。2018年4月までに発効すると予想されていたが、実現しなかった。何人かの英国の女性は、月経血の染みを提示して、公に抗議しました。 2018年10月3日、イギリスが衛生用品への課税を中止することを認める新しいEU VAT規則が、欧州議会によって承認された。  しかし、それは早くとも2022年1月まで有効にならない 。 
イギリス政府は2021年1月からタンポン税を廃止する決定を下した。そのための法案も既に議会で可決されており、女性の生理用品へ消費税は課されなくなる。

#### スコットランド
2017年7月、スコットランドでは、衛生用品を手に入れることができない女性に無料で提供するパイロットプログラムが学校やフードバンクで開始された 。 このプログラムは、スコットランドのアバディーンで6か月間開始され、「時代の貧困（period poverty）」という問題の増大に対処するために、スコットランド政府から42,500ポンドの資金が提供された。 ティッシュ、トイレットペーパー、古着（引き裂いたTシャツ）、さらには新聞さえも、その場しのぎの衛生用品として使用している10代の少女もいるが、中には全く学校に行かない少女もいる。 達成度と就学率を向上させるとともに、その期間中の10代の少女たちの間の信頼を高めるための計画を開始することが決定された。スコットランドは、政府が後援するイニシアチブの一環として、世界で最初に無料の衛生用品を提供する国であると考えられている。 
この半年のパイロットプログラムに加えて、スコットランドの野党労働党は、これを恒久化するための法案を提出する予定。 スコットランドは、時代の貧困を最初に止めた国である。 
WHOとユニセフの調査によると、スコットランドの女性5人に1人が、衛生商品の値段が高いため、トイレットペーパーや古着などを使ったその場しのぎを強いられていた。

### アメリカ

2018年11月の時点の米国各州におけるタンポン課税状況
タンポン課税あり
タンポン課税なし
州税なし

米国では、ほとんどすべての州が「有形の個人的財産（tangible individual property）」に課税しているが、食料品、 処方箋調剤 、 義肢装具 、農業用品、そして時には衣料品など、免税品目は州によって異なる。5つの州（アラスカ、デラウェア、モンタナ、ニューハンプシャー、およびオレゴン）は、2018年11月現在、州の売上税を課していない。 10州（コネチカット、フロリダ、イリノイ、メリーランド、マサチューセッツ、ミネソタ、ニュージャージー、ニューヨーク、ネバダ、ペンシルバニア）が、必須衛生製品を特別に非課税にした    。 
米国では、ほとんどの州が女性用ナプキンとタンポンに消費税を課している。NPRとCNNによると、ミネソタ、イリノイ、ネバダ、ペンシルベニア、ニューヨーク、マサチューセッツ、メリーランド、ニュージャージー、コネチカット、フロリダ、オハイオの11州がタンポン税を廃止した 。 最近ではネブラスカ、バージニア、アリゾナなどの7つの州がこのような法律を導入した。 2018年1月、カリフォルニアはタンポン税を撤廃するという提案を廃案にした 。 
SNAP（Supplemental Nutrition Assistance Program）やWIC（Women、Infants and Children）などの多くの連邦支援プログラムで医療機器として分類されているにもかかわらず、生理用ナプキンやタンポンなどの製品にEBTを使用できない。 IRSは女性向け製品を医療機器として分類していないため、柔軟な支出勘定（flexible spending accounts）と健康貯蓄勘定（health savings accounts）の両方で、女性が課税前の金額で購入できない。 
タンポン税にいくつかの変更があったが、これらの変更の大部分は州レベルまたは市レベルによるものである。 小規模ではあるが、個々の都市はタンポン税を廃止することを支持して法律を変更した（例： コロラド州デンバー ） 

#### カリフォルニア
カリフォルニア州議会議員のCristina Garciaは、カリフォルニア州の女性は40年以上にわたり月額約 7 ドルを生理用品購入に費やし、1年間の税額は2,000万ドルとなっていると報告した。 GarciaとLing Ling Changは、2016年初めにタンポン税を撤廃する法案を提出した。 その時点では、国のほんの一握りの州だけがタンポンを免除し、そして、他のいくつかは州の売上税を課していなかった。 Garciaは、女性は「女性であること」に対して課税され、これらの製品を買う以外に選択肢がないことに対する経済的負担を負っていると主張した。 GarciaとChangは、この税は貧しい女性や色の違う女性に不当に影響を与える「規制上の差別」であり、月経についての議論を反対する社会的タブーのために持続する可能性が高いと付け加えた。 カリフォルニア州議会の両院は、2016年6月にタンポンの課税免除の採決をしたが、その法案は3ヵ月後に州知事のジェリー・ブラウンによって拒否された。  
カリフォルニア州知事は、女性用衛生製品に課税することで税収が減る可能性があるため、AB-1561を拒否した。 それに応じて、Cristina GarciaはLorena Gonzalez Fletcherと共同で、AB-0479：Common Cents Tax Reform Act（一般セント税改革法）改正法案を提出した。 この法案は究極的には労働者の補償に関する規定で根絶され修正された 。 
2017年、カリフォルニア州議会でAB 10（687）が通過し、少なくとも40％の学生が連邦の貧困レベルである公立中学校と高校に、トイレの半分に無料のタンポンと生理用ナプキンを備えることを義務付け、費用の負担をなくし、低所得の生徒が月経周期の間不登校にならないための法律が制定された  。 
学校のトイレで月経を完全にケアするために必要な女性用衛生製品（タンポンと生理用ナプキン）を供給しているのは、WAXIEとHospecoを含む企業である。 それらはまた、製品が過剰に使用されたり乱用されたりするのを防ぐため、時間を遅らせて提供する仕掛けなど、様々なディスペンサーも提供している 。 

#### ニューヨーク
2016年7月、ニューヨーク州は女性用衛生製品の課税を免除し、州の税収は年間約1000万米ドル減少した 。 「タンポン税」の訴訟では、弁護士のゾーイザルツマンは、女性用月経製品の税金を廃止する運動を擁護した。  この訴訟の一部は、過去に女性用月経製品に支払わなければならなかったすべての税金を女性に払い戻したいという申し立てでもあった 。最終的には、この訴訟は、女性用月経製品に対する税金を廃止することを決定したが、ニューヨークの女性に過去の税金を払い戻すことはしなかった。 コネチカット州とイリノイ州も2016年に税金を撤廃し、フロリダ州は2017年の訴訟に追随した。 

#### ニュージャージー
ニュージャージー州が2005年月経製品に対する減税したことに関する2018年の実証研究では、「タンポン税の廃止により、不平等な税負担が取り除かれ、低所得層の消費者にとって月経衛生製品をより利用しやすくなる可能性がある」ことを示した  。この研究では、2004年から2006年にかけてニュージャージー州、デラウェア州、コネチカット州、メリーランド州、ペンシルベニア州で行われた16,000以上の購入データを利用し、これらの近隣の州をコントロールグループ（比較対象）として使用した。 差分の差分法（differences-in-differences approach）を通して、廃止の後、月経製品の消費者物価がコントロール州と比べて7.3％下がったことを見出した。 これは6.9％の売上税を上回り、消費者が減税の恩恵を受けたことを示唆している。 さらに分析すると、消費者物価の下落は、高所得消費者よりも低所得消費者の方が大きかった（12.4％減少に対して3.9％減少）  。これは、低所得の消費者が減税から最大の利益を得た一方で、高所得の消費者が月経製品の生産者と利益を共有したことを示唆している。

## 積極行動主義
このような税の免除の支持者は彼らの努力を「生理の平等化（menstrual equity）」と呼び、タンポンのような女性向け製品が必需品と見なされるように努める社会運動として説明している。 ニューヨーク州では、トイレットペーパーなど、必需品とみなされるものには課税されていない。「バイアグラは非課税なのに、タンポンはなぜ課税されるのか」も積極行動主義（activism）のキャッチコピーとして用いられる。 活動はしばしば政府側のメンバーによって主導されている。 ニューヨーク市議会議員のジュリサ・フェレーラスは、ニューヨーク州クイーンズの地元の高校で「タンポン税パイロットプロジェクト」を率い、最終的に無料の生理用ナプキンとタンポンを提供した。 彼女の取り組みは現在、ニューヨーク市内の25の異なる学校に拡大されている。 イダニス・ロドリゲスやメリッサ・マーク・ビバリートを含む他の民主党の市議会議員は、衛生製品への課税を停止するための州議会での議論を支持している。 
無料の生理用品を提唱する団体「Free the Tampon」は、学校や企業のトイレにタンポンや生理用品を提供するのに、女性1人あたり年間5ドル未満の費用しかかからないと推定している。